# مقلب (آلة)
المَقْلَب أو المُفَرِّغٌ أو الطُّنْبُر (بالإنجليزية: Dumper)‏ كما يعرف عامياً باسم «دمبر»، مركبة تستخدم للأغراض التشييد والإنشاء، مصممة لحمل ونقل وتفريغ حمولة من المواد، يختلف عن شاحنة التفريغ في أنه غالباً ما يكون مفتوحاً (بلا قمرة قيادة) وموضع الحمولة يقع أمام السائق بخلاف الشاحنات التي تقاد من قمرة مغلقة أمام الحمولة، يمكن أن إمالة أو تحريك حوض المواد لإفراغ حمولته ومن هنا أخذ إسمه «مَقْلَب».
يعمل محرك المقلب عادة بوقود الديزل، ويُزوّد بعروة سحب لاستخدامه جرارًا موقعيًا، في الظروف الخاصة يمكن تستخدم أنواع منها بسلاسل مطاطية [الإنجليزية] مما يوفر توزيع متوازن للضغط ويسمح بنقل حمولات أثقل على طرق ملساء مثلاً مغطاة بالثلوج أو مسارات طينية، لا يلحق ضرراً كبيراً في أرض العمل مما جعله شائع الاستخدام في بعض البلدان.

## خلفية
المركبات بريطانية الصنع الأولى من هذا النوع كان يمكنها أن تحمل حمولات حتى وزن 1 طن بدفع ثنائي العجلة، يكون جر المحرك على العجلات الأمامية، محرك الديزل الخاص بيها أحادي الأسطوانة ويبدأ بالعمل عن طريق تدويره يدوياً، عجلة القيادة تتحكم بالعجلات الخلفية ولم يكن ذا فاعلية كبيرة لعدم إحتوائه على نظام كهربائي أو هيدروليكي، قلب المواد كان يتم عن طريق ذراع تثبيت تمسك الحوض موجودة تحت أقدام السائق عند تحريرها يتحرر الماسك لتقلب الحمولة بتأثير وزنها الموزع بشكل غير متساوي حول محور الدوران ثم يتم إعادة الحوض يدوياً إلى محلها وتثبيته بالماسك.
الأشكال الحديثة من المقلب يمكنها أن تحمل حمولات حتى 10 أطنان، عجلة القيادة موجودة في وسط هيكل المركبة الميكانيكي (توجيه محوري)، ومزود بمحرك ديزل متعدد الأسطوانات كما أن بعضها يحتوي على دفع توربو، وآلية تشغيل كهربائية، ونظام هيدروليكي لقلب الحمولة والتوجيه عندما تكون رباعي الدفع، لأغراض السلامة يتم تركيب إطار بشكل A [الإنجليزية] يعرف بـ (ROPS) حول المقعد لحماية السائق في حالة إنقلاب المركبة، بالإضافة إلى نظام الحماية من الأجسام الساقطة (FOPS)، توجد تصاميم مختلفة لحوض الحمولة وطريقة حركته منها ما يدور حول محور ثابتك إلى الأمام أو الجانب، وبعضها يحتوي على رافعة يمكنها رفع الحوض إلى إرتفاعات أعلى وإفراغها، المركبات ذات الحوض الدوار والتي تدور جانبياً لتفرغ حمولتها شائعة خاصة عند العمل في المواقع الضيقة مثال أعمال مد الطرق.
تعتبر مركبات المقلب من الأسباب الشائعة التي تؤدي إلى الحوادث في مواقع البناء والأعمال الإنشائية.

## صور

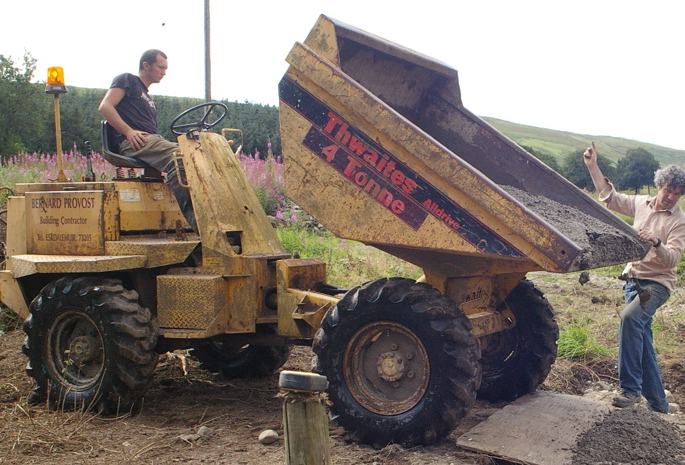
مقلب من نوع "ثويتس" حمولة 4 طن وحوض دوار يقلب إلى الأمام.
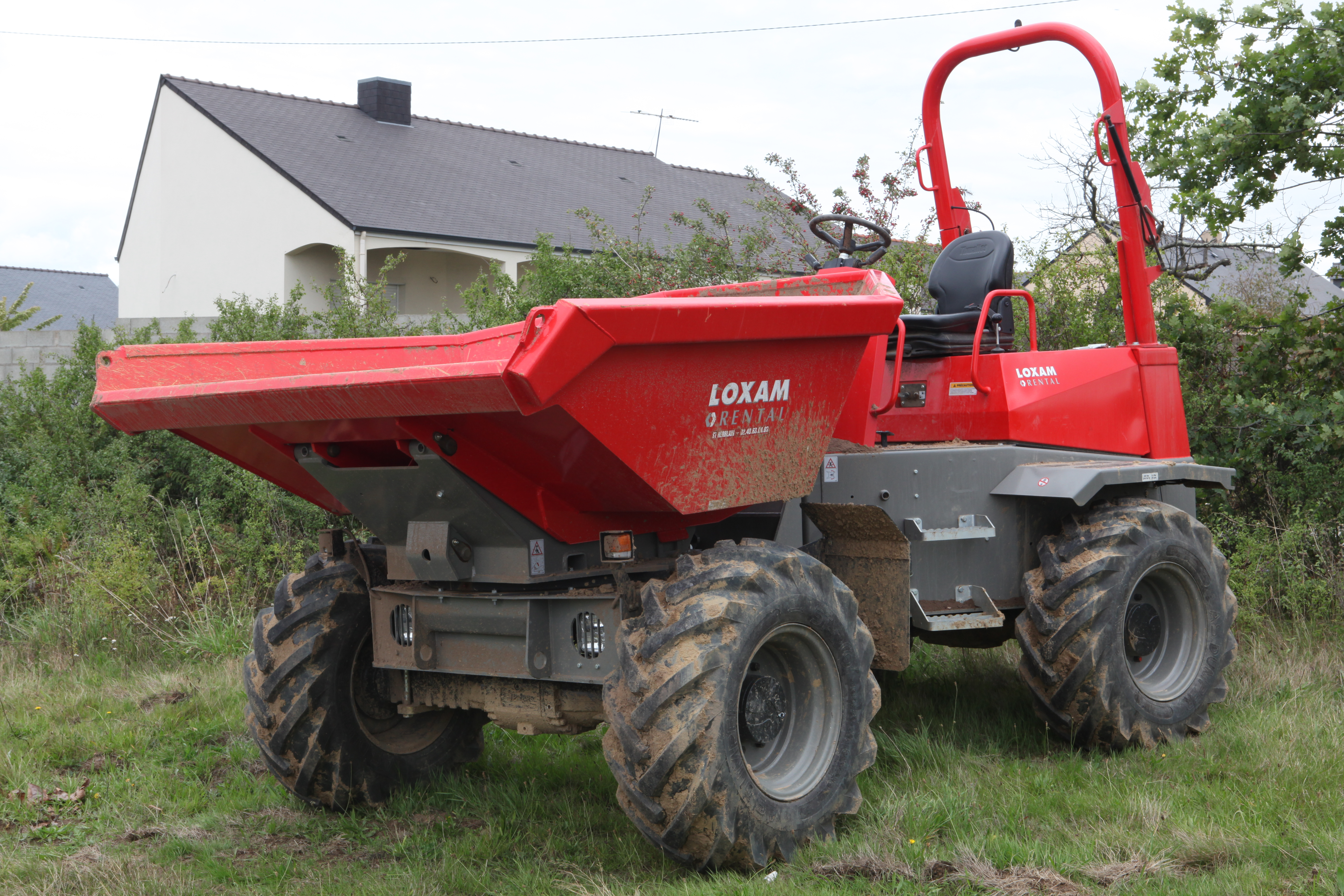
مقلب من نوع "لوكسام رينتال" مزود نظام حماية من الإنقلاب.
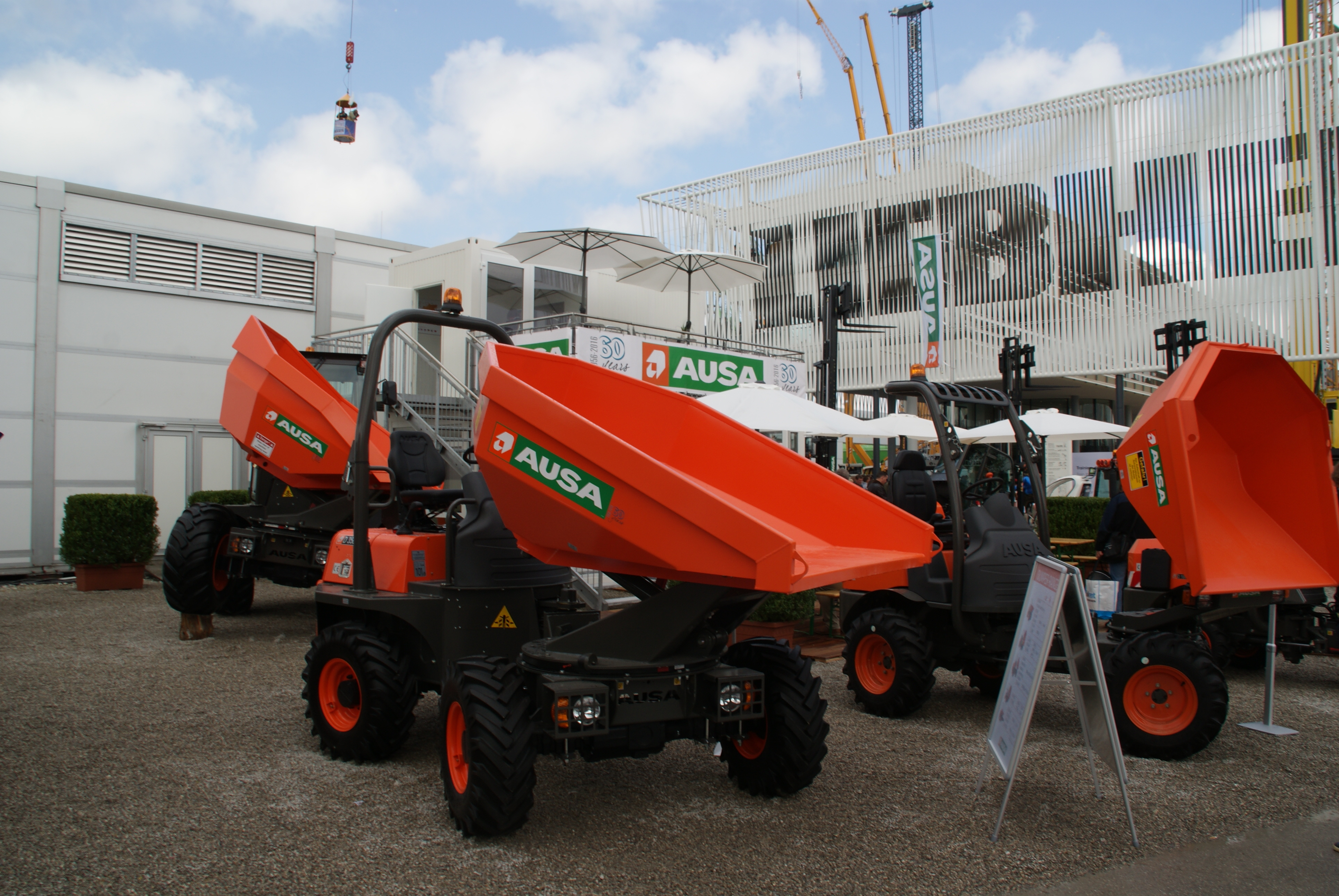
مقلب من نوع "أوسا" بحوض هيدروليكي قابل للدوران.
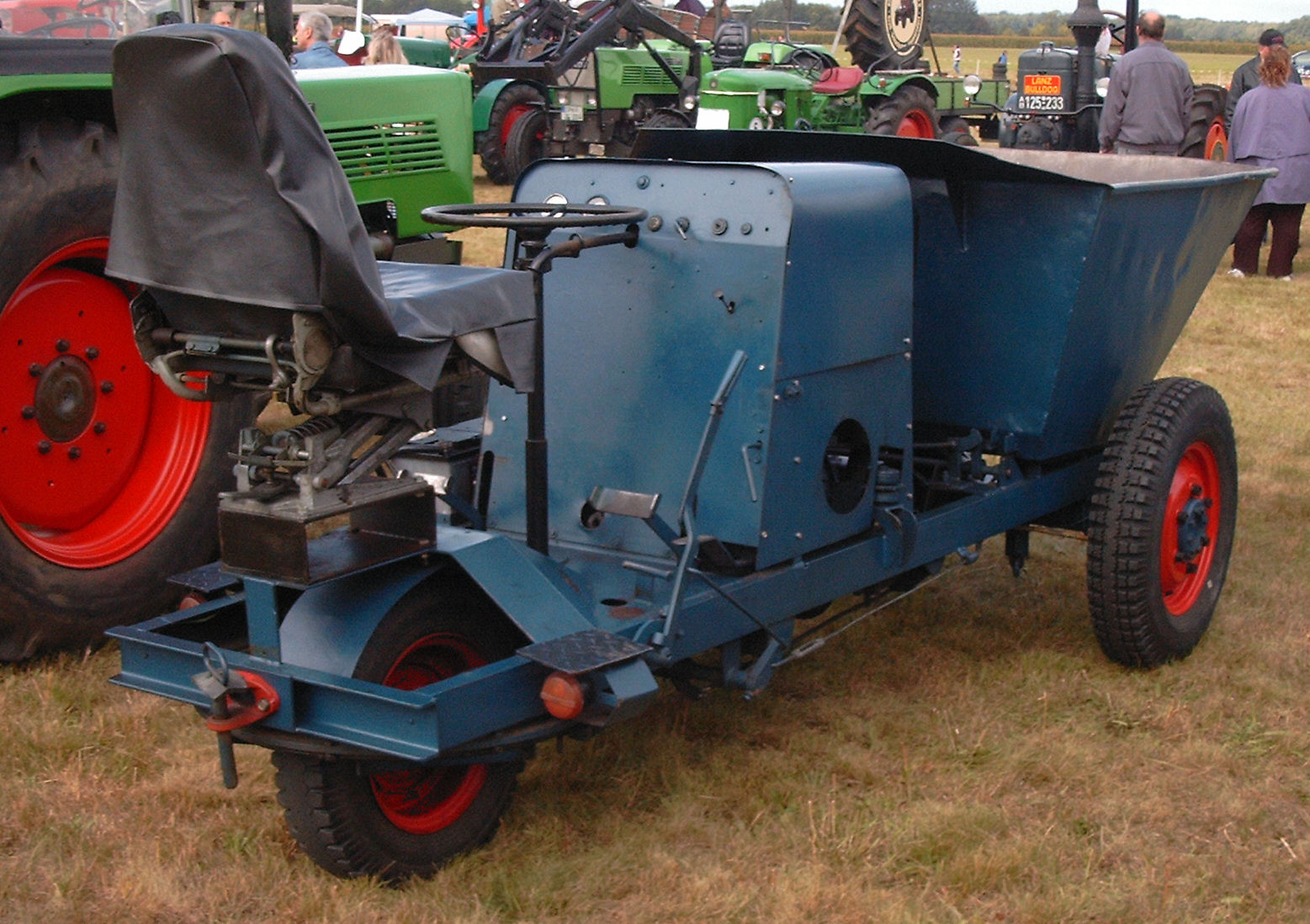
مقلب "بيكو 1" ألماني الصنع، بنظام قيادة محورية وعجلة خلفية واحدة.
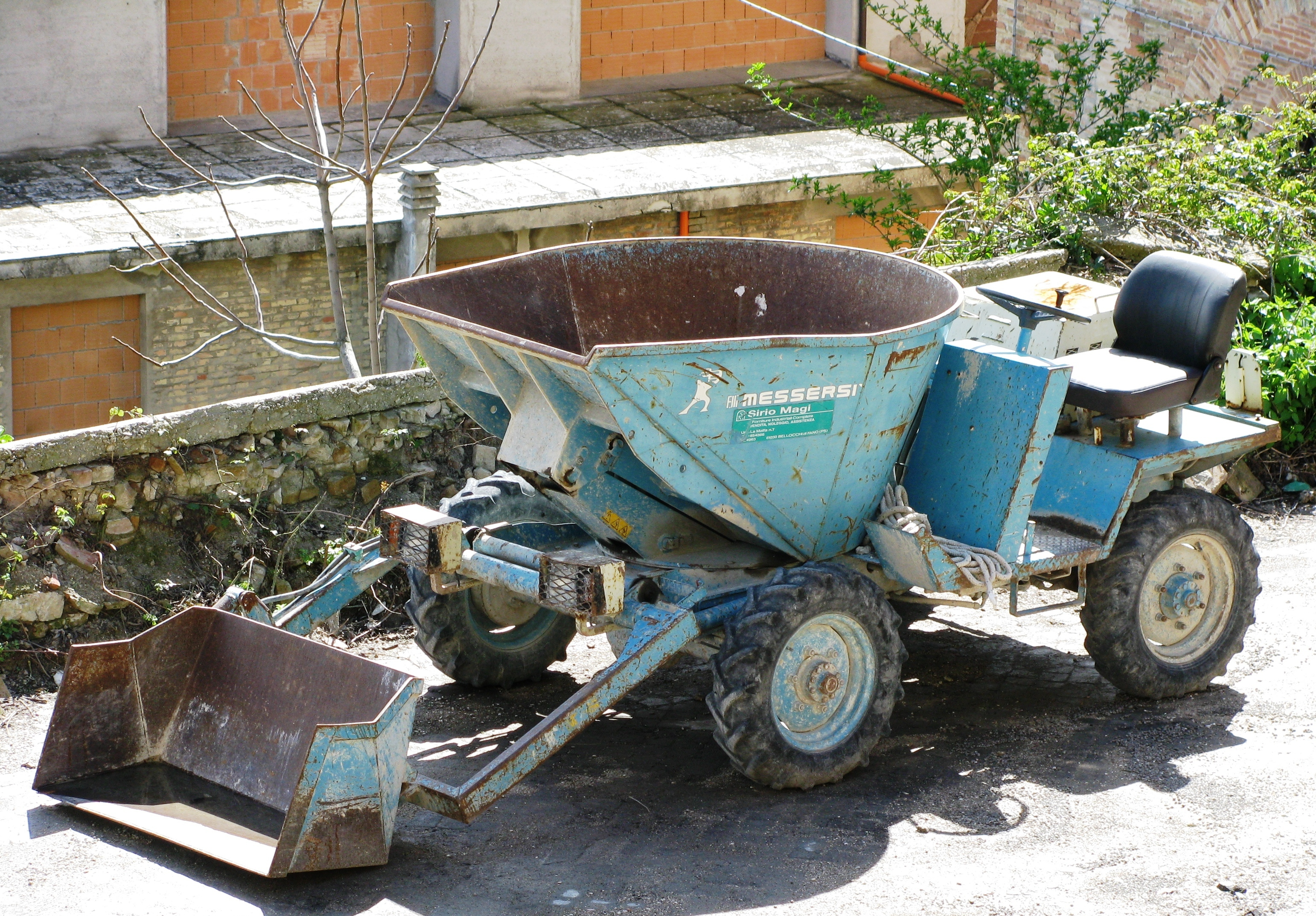
مقلب من علامة "ميسيرسي" مزود بمغرفة لتعبئة المواد.
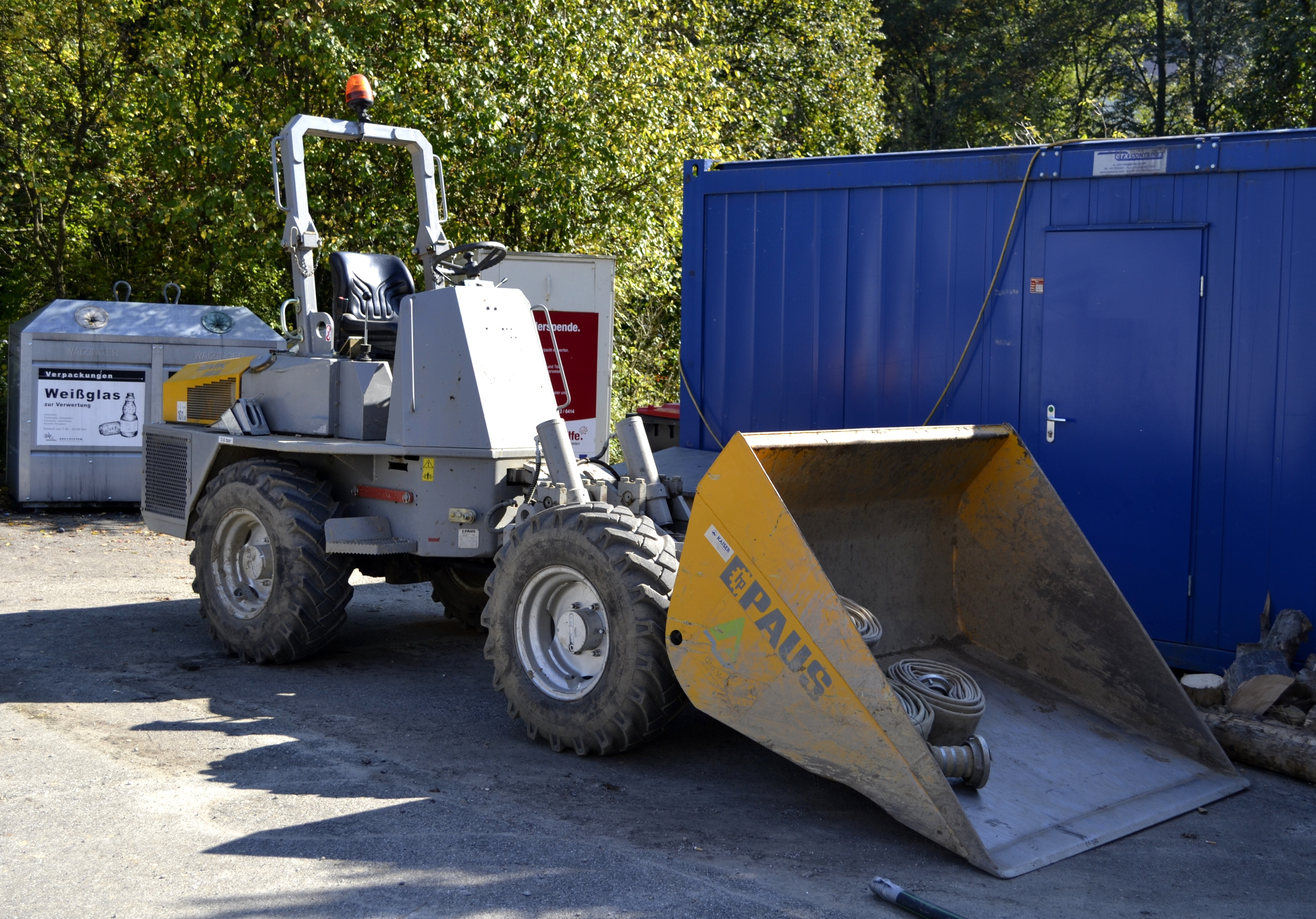
مقلب من نوع "باوس" بحوض هيدروليكي قابل للإنزال لغرف المواد مباشرةً.
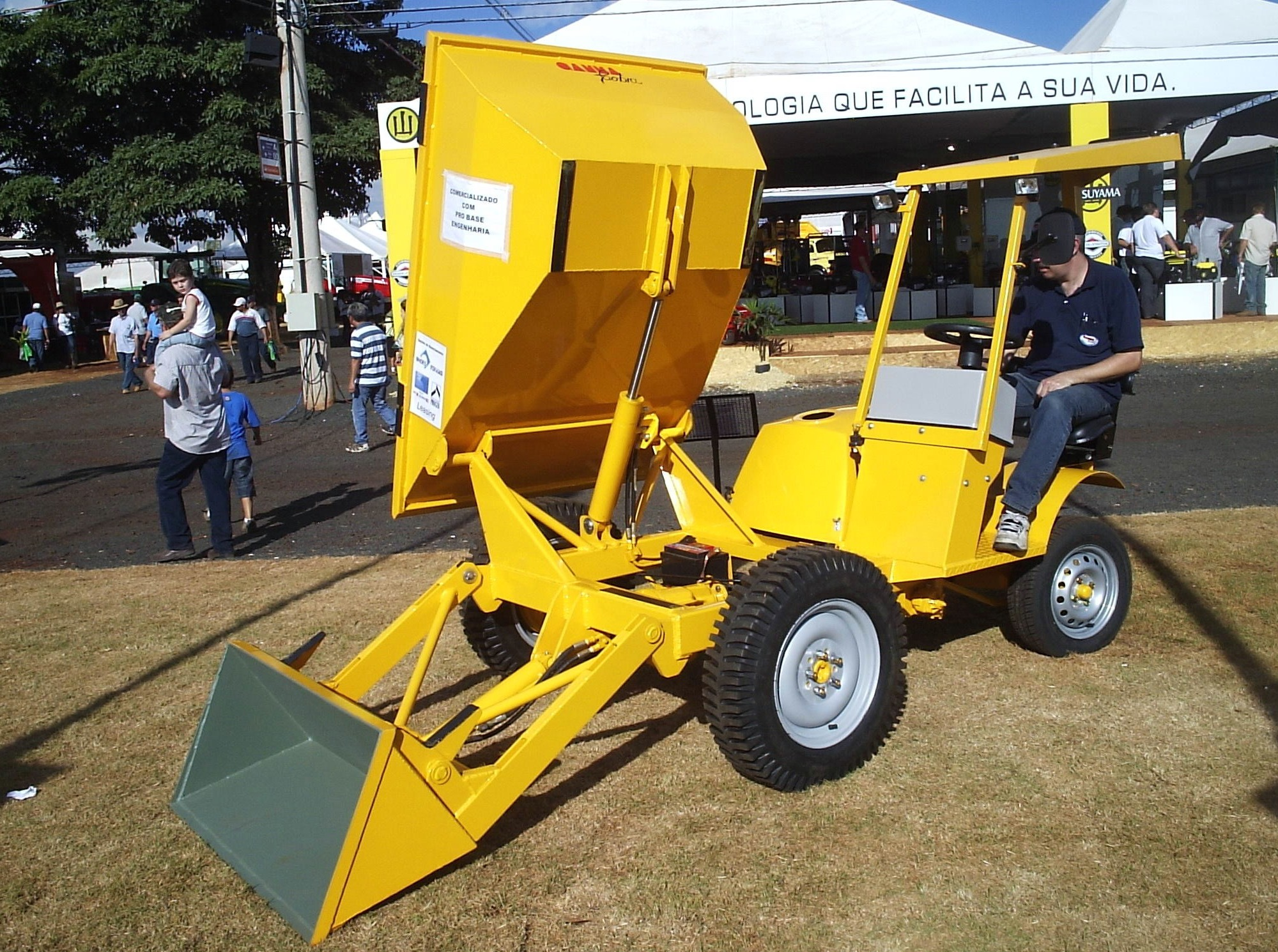
مقلب بحوض إفراغ جانبي مزود بذراع غرف.
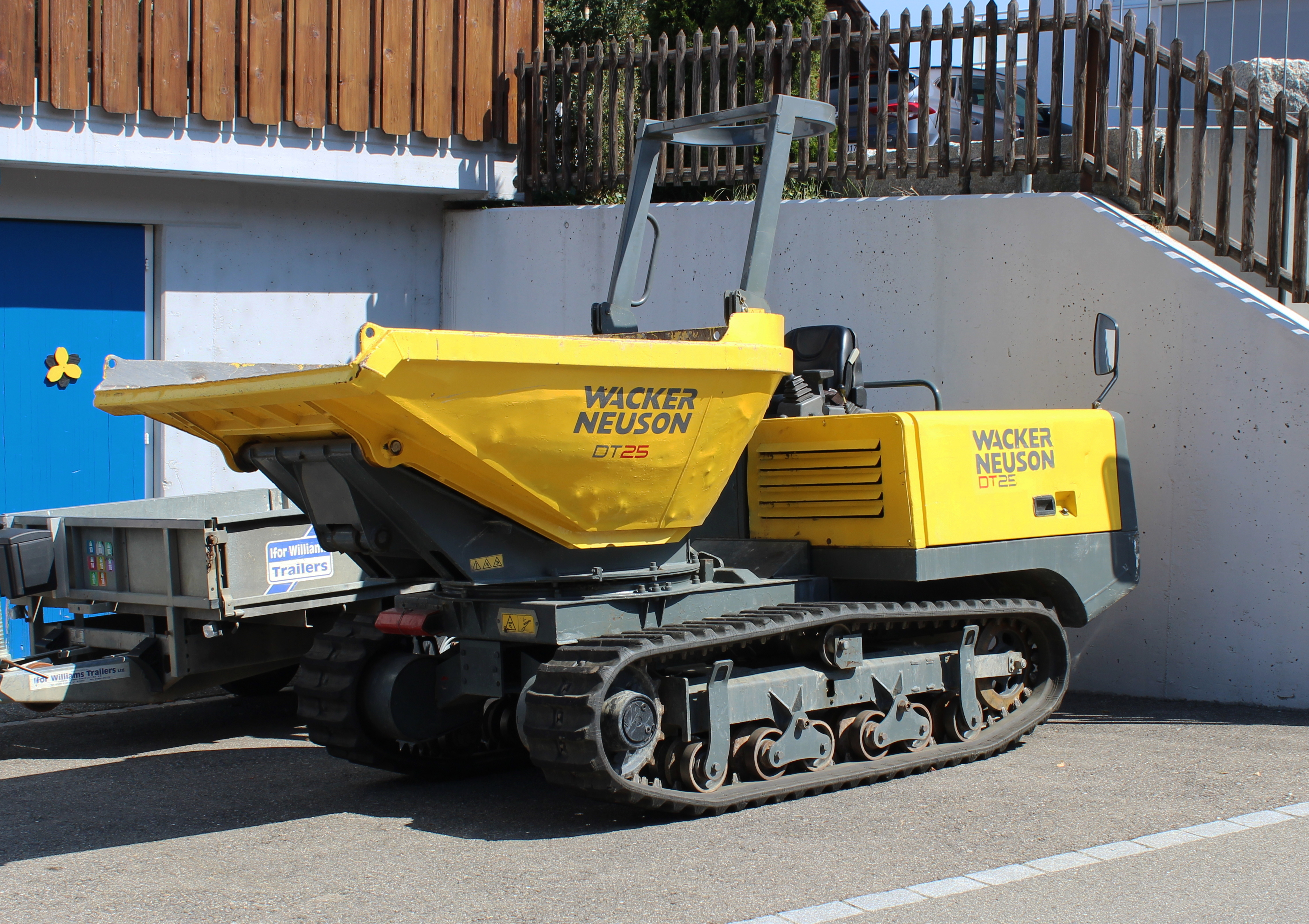
مقلب ماركة "وايكر نيوسن" مزود بسلاسل مطاطية.